# Centralsudanesiska språk
Centralsudanesiska språk är en språkgrupp bestående av cirka 30 språk i den nilo-sahariska språkfamiljen. Centralsudanesiska språk talas i Centralafrikanska republiken, Tchad, Sudan, Uganda samt Kongo-Kinshasa.
Språkgruppen delas vanligtvis in i öst och väst. Östra centralsudanesiska språk (inte att förväxlas med östsudanesiska språk) inkluderar språk som lendu, mangbetu och lugbara. Den västra grenen inkluderar bongo-bagirmispråk (som baka, bongo och kara) och de kreshspråken gbaya och aja.

## Centralsudanesiska språk
- Västliga
  - Kresh (Kresh (Gbaya) (dialekter: Naka, Ndogo, Ngbongbo, Gboko, Orlo, Dara, Dongo), Aja)
  - Bongo-Bagirmi
    - Sinyar
    - Kara (Kara (Gula), Furu, Yuru)
    - Bongo (Bongo, Baka, Jur Modo, Beli, Mo'da, Morokodo, Nyamusa, Molo, Mittu)
    - Sara-Bagirmi (Birri, Fongoro, Vale, Lutos, Bernde, Bagirmi, Berakou (Babalia), Disa, Gele, Gula, Kenga, Naba (dialekter: Bilala, Kuka, Medogo), Jaya, Ngambay, Bedjond, Bébote, Yom, Dagba, Gor, Gulay, Horo, Kaba, Laka, Mango, Sar (Sara), Mbay, Ngam, Sara Dunjo, Kaba Deme, Kaba Na, Kulfa, Sara Kaba)
- Östliga
  - Mangbetu (Mangbetu, Lombi, Asoa)
  - Mangbutu-Efe (Mangbutu, Mvuba, Ndo, Mamvu, Efe, Lese)
  - Lendu (Lendu (Balendru), Bendi, Ngiti)
  - Moru-Madi (Moru, Ma'di, Southern Ma'di, Olu'bo, Avokaya, Keliko, Lugbara, Logo, Aringa, Omi)